# El Fitó (Castellví de la Marca)
El Fitó és una muntanya de 399 metres que es troba al municipi de Castellví de la Marca, a la comarca de l'Alt Penedès.